# Коста-Рика на летних Олимпийских играх 2000
Коста-Рика принимала участие в Летних Олимпийских играх 2000 года в Сиднее (Австралия) в одиннадцатый раз за свою историю, и завоевала две бронзовые медали. Сборная страны состояла из 5 мужчин и 2 женщин.

## Награды
| Медаль | Спортсмен    | Вид спорта | Дисциплина                    |
| ------ | ------------ | ---------- | ----------------------------- |
| Бронза | Клаудия Полл | Плавание   | Женщины, 200 м вольным стилем |
| Бронза | Клаудия Полл | Плавание   | Женщины, 400 м вольным стилем |

## Состав олимпийской сборной Коста-Рики

### Плавание
Спортсменов — 2
В следующий раунд на каждой дистанции проходили лучшие спортсмены по времени, независимо от места занятого в своём заплыве.
Мужчины
| Спортсмен          | Соревнование | Предварительные заплывы | Предварительные заплывы | Полуфиналы | Полуфиналы | Финал     | Финал     |
| Спортсмен          | Соревнование | Результат               | Место                   | Результат  | Место      | Результат | Место     |
| ------------------ | ------------ | ----------------------- | ----------------------- | ---------- | ---------- | --------- | --------- |
| Хуан Хосе Мадригал | 100 м брасс  | 1:05,14                 | 48                      | Не прошёл  | Не прошёл  | Не прошёл | Не прошёл |

Женщины
| Спортсменка  | Соревнование         | Предварительные заплывы | Предварительные заплывы | Полуфиналы | Полуфиналы | Финал     | Финал |
| Спортсменка  | Соревнование         | Результат               | Место                   | Результат  | Место      | Результат | Место |
| ------------ | -------------------- | ----------------------- | ----------------------- | ---------- | ---------- | --------- | ----- |
| Клаудия Полл | 200 м вольным стилем | 2:00,11                 | 1                       | 1:59,63    | 3          | 1:58,81   |       |
| Клаудия Полл | 400 м вольным стилем | 4:09,33                 | 2                       |            |            | 4:07,83   |       |

### Триатлон
Спортсменов — 1
Триатлон дебютировал в программе летних Олимпийских игр. Соревнования состояли из 3 этапов - плавание (1,5 км), велоспорт (40 км), бег (10 км).
Женщины
| Спортсмен        | Соревнование      | Плавание | Велоспорт | Бег | Итоговое время | Место | Отставание |
| ---------------- | ----------------- | -------- | --------- | --- | -------------- | ----- | ---------- |
| Карина Фернандес | личное первенство | 23:53,68 | DNF       | DNF | DNF            | —     | —          |